# Johann Adam von Ickstatt
Johann Adam Freiherr von Ickstatt (Vockenhausen, 6 de enero de 1702-Waldsassen, 17 de agosto de 1776) fue un profesor alemán y a partir de 1746 profesor y rector de la Universidad de Ingolstadt, así como director de una secundaria jesuita, curador de la Universidad de Ingolstadt y miembro del consejo privado de la misma. Sin embargo, como jurista sobresale por ser uno de los representantes más conspicuos de la escuela de Wurzburgo, de la que fue profesor de Derecho Público a partir de 1731. 
Fue abuelo, padrino y tutor de Adam Weishaupt desde los cinco años, conocido por haber fundado a los Iluminados de Baviera. Fue uno de los principales defensores y difusores de la Ilustración en Baviera.
Su obra más renombrada lleva por título Meditationes praeliminaris de studio iuris atque metodo scientifica instituendo de 1731. Influido por su maestro Christian Wolff, pretende superar una exposición del Derecho simplemente ordenada por materias, para adoptar un “systema iuris”, en la que todo lo expuesto está íntimamente entrelazado por una concatenación lógica similar lo más posible a la de las matemáticas.  Este canonista adopta muchas de las tesis protestantes, pero sin apartarse nunca de la ortodoxia católica, lo que le lleva a distinguir en el ámbito canónico entre un Derecho público y un Derecho privado, por lo que puede ser considerado uno de los iniciadores del “Ius publicum Ecclesiasticum”.